# Angraecum serpens
Angraecum serpens là một loài thực vật có hoa trong họ Lan. Loài này được (H.Perrier) Bosser mô tả khoa học đầu tiên năm 1970.